# Killepitsch

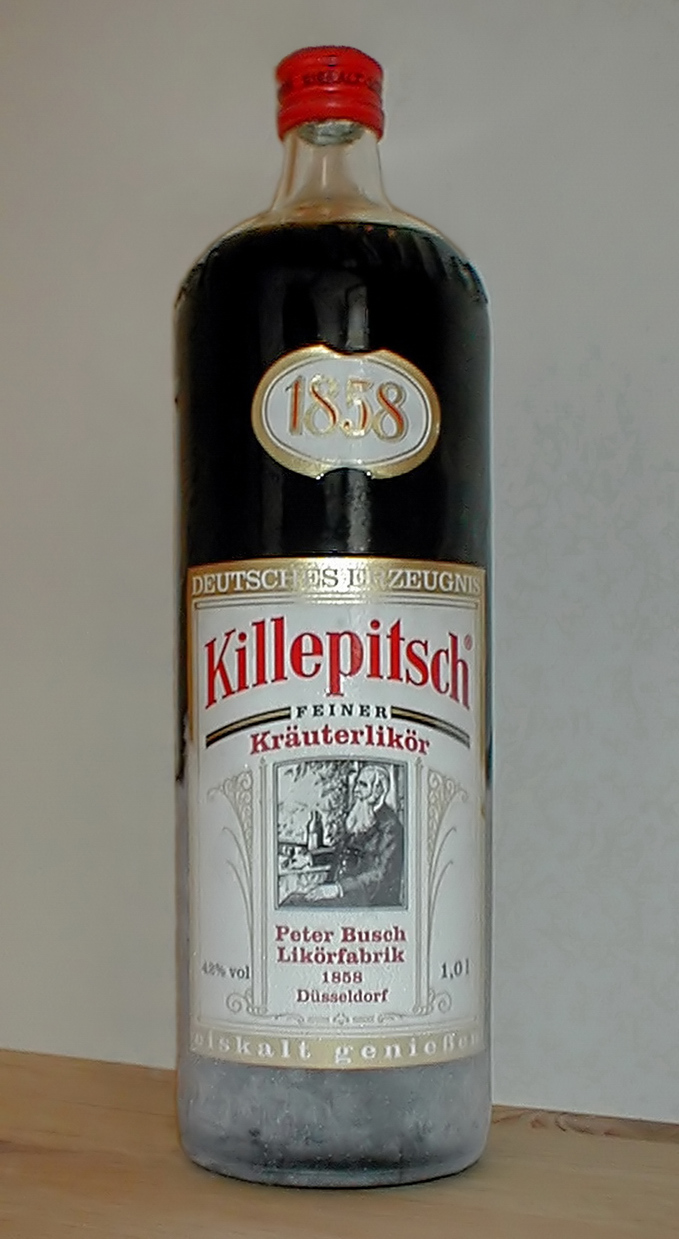
Killepitsch

Le Killepitsch est une liqueur à base de plantes, avec 42 % d'alcool. Cette boisson est fabriquée uniquement par l'entreprise Peter Busch GmbH & Co. KG à Düsseldorf, en Allemagne.